# Küstriner Bach
Der Küstriner Bach, auch als Küstrinchener Bach oder Küstrinchenbach bezeichnet, ist ein nordöstlich von Lychen im Norden Brandenburgs gelegenes Fließgewässer.

## Geografie
Der knapp 7 Kilometer lange Küstriner Bach ist ein naturnaher Abschnitt des Lychener Gewässers, eines linken Zuflusses der oberen Havel im Naturpark Uckermärkische Seen. Er verbindet den Großen Küstrinsee mit dem Lychener Oberpfuhl und gehört zu den traditionellen Wasserwanderstrecken im Norden Brandenburgs.

## Verlauf
Vom Großen Küstriner See läuft das Wasser mit einem Gefälle von 9,5 Metern auf einer Länge von etwa 7 Kilometern in den Oberpfuhl ab, der auf einer Höhe von 53,9 m ü. NHN liegt. Diese Gegebenheit wurde schon früh zum Holzflößen genutzt. Hierzu gab es vier Staustufen, mit denen der Bach abschnittsweise angestaut werden konnte.

## Ökologie

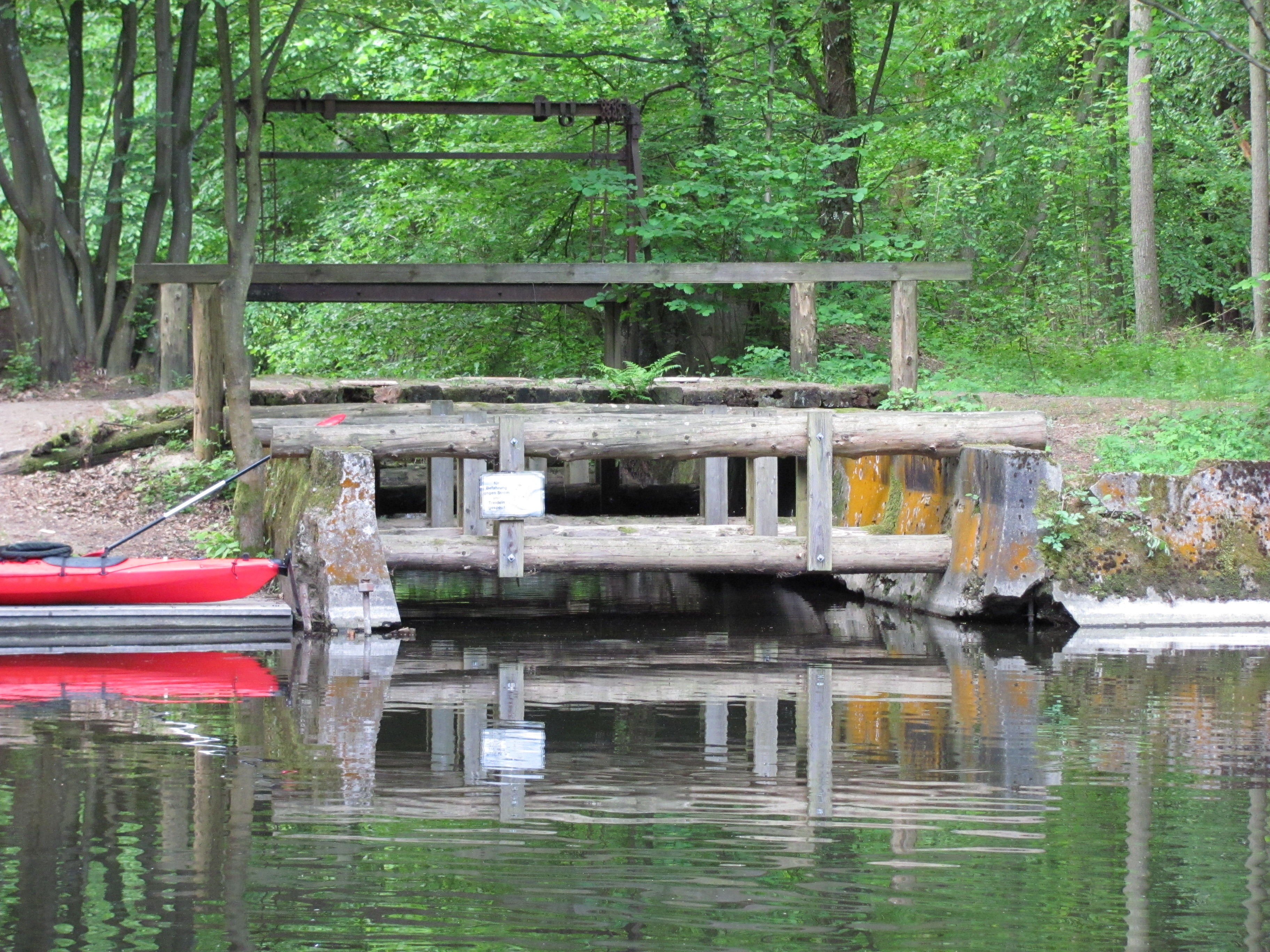
Floßschleuse IV
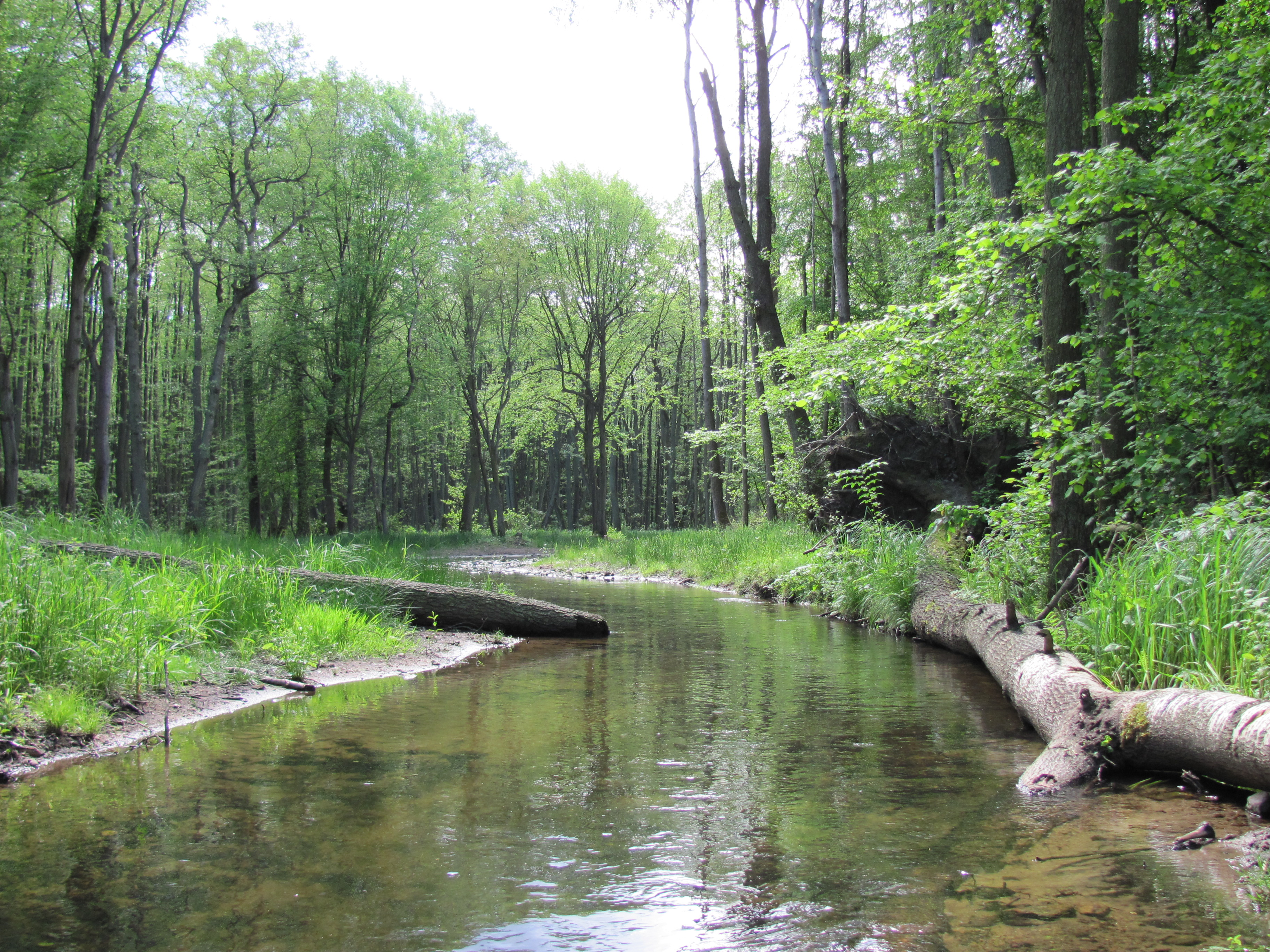
Küstriner Bach unterhalb der Floßschleuse IV

Der Küstriner Bach weist eine hochwertige Bachfauna auf. Neben verschiedenen seltenen Arten wie dem Eisvogel und dem Bachneunauge gibt es eine Population der Kleinen Bachmuschel, die bundesweit vom Aussterben bedroht ist.
Um die Artenvielfalt im Bach zu erhalten, wurde in Zusammenarbeit mit dem World Wide Fund for Nature ein Leit- und Informationssystem für Kanuten erstellt. Der Bach darf zwischen Küstrinchen und Fegefeuer (ehemalige Floßschleuse IV) nur stromabwärts und dies nur bei einem Mindestpegel von 30 cm oder mehr befahren werden.